# Condado de Columbia (Geórgia)
O Condado de Columbia é um dos 159 condados do Estado americano de Geórgia. A sede do condado é Appling, e sua maior cidade é Appling. O condado possui uma área de 797 km², uma população de 89,288 habitantes, e uma densidade populacional de 119 hab/km² (segundo o censo nacional de 2000). O condado foi fundado em 10 de dezembro de 1790.